# Cytolaimium gerlachi
Cytolaimium gerlachi is een rondwormensoort uit de familie van de Trefusiidae.